# 北陸エステアール協同組合
北陸エステアール協同組合（ほくりくエステアールきょうどうくみあい）は、組合員企業数10社から成る協同組合。
2019年5月にエステアール株式会社に組織変更した。

## 沿革
- 1976年2月28日 - 富士レース産業株式会社を母体として、組合員8名で北陸エステアール協同組合を設立。
- 1983年 - 出資金88,460千円に増資。組合員企業14社。
- 1989年 - 出資金121,000千円に増資。組合員企業10社。
- 1994年 - 遼寧省営口市に「営口雅麗絲服装有限公司」設立。
- 2019年5月 - エステアール株式会社に組織変更。